# Galla 92 - det sidste show
Galla 92 - det sidste show er en dansk dokumentarfilm fra 1992, der er instrueret af Henrik Ruben Genz.

## Handling
Kunsthåndværkerskolen i Kolding har gennem en lang årrække afholdt et stort og traditionsrigt afgangsshow for nyuddannede designere. Det er slut nu - uddannelsen er blevet omstruktureret.